# Синдром тригоноцефалии Опица
Синдром тригоноцефалии Опица (англ. Opitz trigonocephaly syndrome) (Тригоноцефалия Опица, англ. C syndrome, англ. Opitz-Johnson-McCreadie-Smith syndrome) — хромосомное заболевание человека, аутосомно-рецессивный тип наследования. Очень редкий комплекс врожденных аномалий, описано всего 50 отдельных случаев. Возникает чаще у женщин, чем у мужчин (частота 3:1).

## История
Описан Рональдом Джонсоном (англ. Ronald C. Johnson), С. Р. МакКреди (англ. S. R. McCreadie), Джоном Опицем (англ. John Marius Opitz), Девидом Смитом (англ. David Weyhe Smith) в 1969 году.
Название (Ц-синдром или англ. С syndrome) образовано от первой буквы фамилии пациента, у которого было описано данное заболевание.

## Генезис
Вызван нарушением гена CD96, который кодируется в 3-й хромосоме (3q13.1-q13.2).

## Проявления заболевания
Черепно-лицевые аномалии: тригоноцефалия, плоские надбровья и спинка носа, монголоидный разрез глаз, эпикант, косоглазие, маленький нос, длинный фильтр, макростомия, дефект мягких тканей угла рта и щеки, микрогнатия, деформированные ушные раковины; дополнительные уздечки в ротовой полости, высокое нёбо.
Скелетные деформации: множественные контрактуры суставов, в основном локтевых, лучезапястных, межфаланговых, синдактилия, деформации рёбер, короткая грудина.
Избыточная кожа, широко расставленные соски, сакральный синус или пилонидальный синус, крипторхизм, врожденные пороки сердца, головного мозга, почек, желудочно-кишечного тракта, в большинстве случаев глубокая умственная отсталость.

## Лечение
Лечение симптоматическое.